# An Even Break (film 1917)
An Even Break è un film muto del 1917 scritto e diretto da Lambert Hillyer. Prodotto dalla Triangle, aveva come interpreti principali Charles Gunn, Margaret Thompson e, come star, la bellissima Olive Thomas in uno dei primi film della sua breve carriera che fu interrotta, solo tre anni dopo, dalla morte misteriosa dell'attrice.

## Trama
Tre amici, Claire Curtis, Jimmie Strang e Mary, crescono insieme in un paesino di campagna. Diventati grandi, le loro strade a un certo punto si dividono. Claire, trasferitasi a New York, diventa una stella di Broadway. Ritrova Jimmie quando questi, che ha sempre sognato di fare l'inventore, viene in città per mettere a punto la vendita di un suo brevetto. I due iniziano una storia sentimentale mentre, nel frattempo, in paese Ralph e David Harding, i due meccanici che lavorano con Jimmie, cercano di mettere le mani sul brevetto. Anche Mary si reca a New York, confessando a Claire di amare Jimmie. L'attrice, per dare una possibilità all'amica, si mette in disparte. Ma, quando sembra che le rivendicazioni degli Harding possano aver successo, l'amore di Mary si raffredda alquanto. Claire e Jimmie avranno appena il tempo per correre a casa e salvare la fabbrica del giovane dall'acquisizione e dal fallimento.

## Produzione
Il film fu prodotto dalla Triangle Film Corporation.

## Distribuzione
Distribuito dalla Triangle Distributing, uscì nelle sale cinematografiche statunitensi il 5 agosto 1917.